# Обухівський рудник
Обухівський рудник – гірничодобувне підприємство у Північно-Казахстанській області Казахстану, створене для розробки однойменного титан-цирконієвого родовища.
Обухівське родовища виявили у 1958 році, а перша спроба залучити його до розробки припала на 1990-ті роки. З 1995-го отриманий з копальні колективний (ільменіт-рутил-цирконієвий) концентрат постачали на розташований за понад шість сотень кілометрів у Челябінській області Росії Вишневогорський гірничо-збагачувальний комбінат (ГЗК). Втім, такі поставки тривали лише 1,5 роки. Споруджена на руднику збагачувальна фабрика так і не змогла вийти на проектний режим, а через якийсь час після зупинки копальні від неї залишилась лише будівля.
Удруге Обухівський рудник ввела в дію у 2006 році компанія ТОВ «Тіолайн», причому тепер колективний концентрат з нової дослідно-промислової збагачувальної фабрики відправлявся для розділення на розташованому за майже п’ять сотень кілометрів Лисаковському титано-цирконієвому заводі, що був внесений одним із співвласників до статутного капіталу «Тіолайн». Втім, вже у 2006-му між засновниками «Тіолайн» виникла суперечка, яка призвела до багаторічного конфлікту із судовими розглядами та рейдерськими захопленнями. За твердженням однієї з сторін, коли вона в середині 2010-х змогла зайти на підприємство, було виявлено, що більшість обладнання вивезено.
Незважаючи на зазначену вище суперечку, розробка родовища продовжується, при цьому її поперемінно намагаються вести ТОВ «Тіолайн» та ТОВ «Обухівський ГЗК». Отриманий на руднику цирконієвий концентрат переважно експортується до Китаю. За даними ТОВ «Обухівський ГЗК», у квітні 2022-го було випущено 2,3 тисяч тон, а у січні 2023-го – 3,4 тисячі тон цирконієвого концентрату. В цей же період суттєво зріс попит і на титановий концентрат Обухівського ГЗК, оскільки напад Росії на Україну ускладнив поставки з Вільногірського ГМК.
Можливо також відзначити, що первісно запаси титан-цирконієвих пісків родовища оцінювались у 6 – 7 млн м3.